# 아이린 애들러

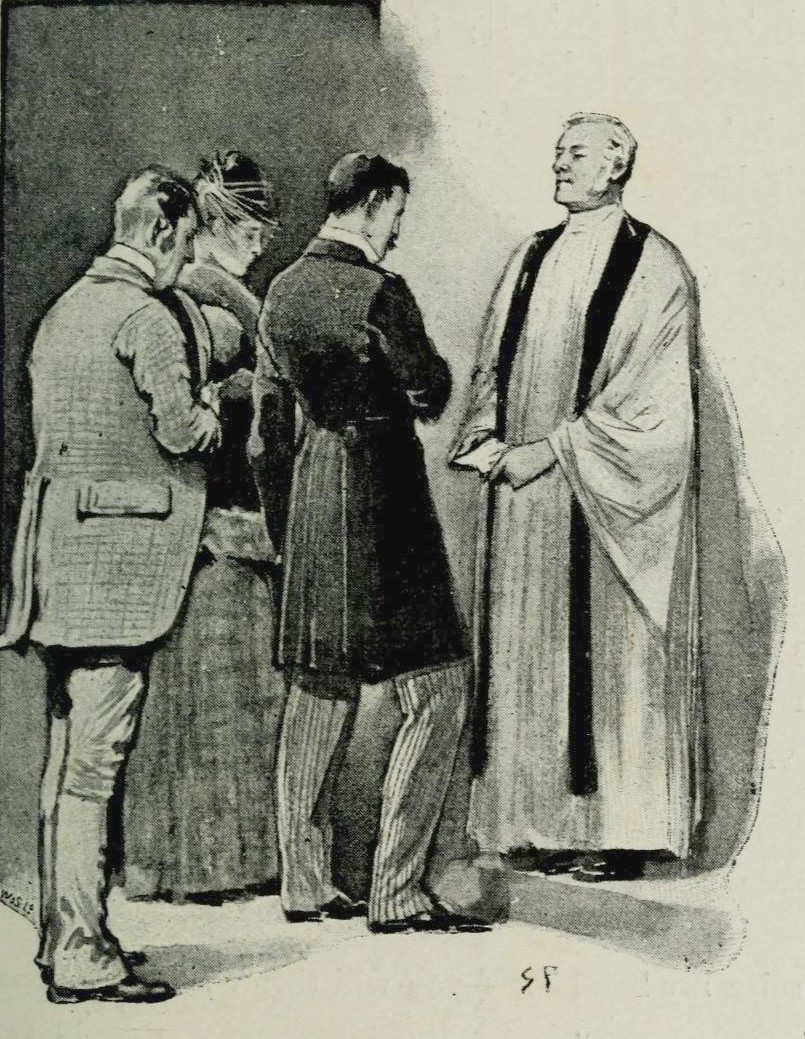

아이린 애들러(영어: Irene Adler)는 아서 코난 도일의 추리 소설 《셜록 홈즈 시리즈》의 등장인물이다. 미국 태생의 오페라 가수, 사기꾼, 단 한 명의 명탐정을 앞지른 여자 등으로 평가된다.